# Elvira Madigan (rockband)
Elvira Madigan var ett Gothic rockband från Stockholm, verksamt 1995-2008. Bandets ledande kraft var Marcus Hammarström. 